# John Loudon McAdam

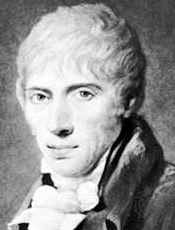
Retrato de John Loudon McAdam.

John Loudon McAdam (21 de septiembre de 1756 en Ayr, Escocia — 20 de noviembre de 1836 en Moffat) fue un ingeniero escocés. Dedicó su vida a la construcción de carreteras, área en la que inventó un nuevo proceso que resultó en la creación del macadán, una superficie de piedra machacada apisonada lisa y dura, más duradera y con menos facilidad para embarrarse que los caminos de tierra.

## Biografía y descubrimientos
McAdam se trasladó a Nueva York en 1770 y amasó una fortuna como mercader y contable durante la Guerra de Independencia de los Estados Unidos. Volvió a Escocia en 1783 y compró tierras en Sauchire, Ayrshire.
Su experiencia como viajante por sus tierras le impulsó a considerar e investigar cómo mejorar la construcción de carreteras. En dos tratados escritos en 1816 y 1819 (Remarks on the Present System of Road-Making y Practical Essay on the Scientific Repair and Preservation of Roads) expuso que las carreteras debían estar a mayor altura que el suelo circundante y también debían construirse mediante capas de rocas y gravilla de forma sistemática. McAdam había sido nombrado agrimensor del Turnpike trust de Bristol en 1816, donde decidió rehacer las carreteras con piedra triturada y gravilla sobre una base de piedras de buen tamaño. Al hacer que la carretera fuera ligeramente convexa aseguraba que el agua de lluvia se drenara hacia el exterior de la carretera en lugar de penetrar y dañar los cimientos. Este método de construcción, el mayor avance en el campo desde los tiempos de Imperio romano, pasó a llamarse “macadamización”, o simplemente “macadán”.
El método del macadán se difundió rápidamente a lo largo del mundo. La primera carretera de macadán de Estados Unidos, la National Road, se terminó de construir en los años 1830, y la mayoría de carreteras principales de Europa se macadamizaron a finales del siglo XIX.
McAdam recibió 5.000 libras esterlinas por su trabajo para la Bristol Turnpike Trust y fue nombrado “agrimensor general de carreteras metropolitanas” en 1827. En 1820 el Parlamento del Reino Unido le concedió 2.000£ para cubrir los gastos. Por otra parte, su diligente y eficiente trabajo reveló la corrupción y el abuso en los peajes por parte de los Turnpike Trusts, muchos de los cuales experimentaban pérdidas a pesar de los altos peajes cobrados.

## Legado
La construcción de las carreteras modernas todavía se debe de la influencia de McAdam. De las mejoras posteriores, la más significativa fue la introducción del asfalto para unir las piedras—el “tarmac” (de tar, asfalto en inglés, y McAdam)—al que seguiría el empleo de agregados calientes de trozos de bitumen. Más recientemente, la superficie para carreteras más empleada ha sido el asfalto producido a partir del petróleo dispuesto sobre hormigón armado, pero el uso de trozos de granito o piedra caliza es heredero de la innovación de McAdam.

## Descendencia
Uno de los descendientes de John Loudon McAdam fue el general de la Segunda Guerra Mundial Richard McCreery. La madre de este militar fue Emilia McAdam, descendiente directa del ingeniero.